# Ternstroemia steyermarkii
Ternstroemia steyermarkii là một loài thực vật có hoa trong họ Pentaphylacaceae. Loài này được Kobuski miêu tả khoa học đầu tiên..